# Facundo Mena
Facundo Mena (* 22. September 1992 in Buenos Aires) ist ein argentinischer Tennisspieler.

## Karriere
Mena begann mit sechs Jahren das Tennisspielen und schaffte 2010 auf der ITF Junior Tour bei den French Open die Qualifikation für das Einzel, wo er jedoch in der ersten Runde scheiterte. Im Doppel ging er an der Seite von Karue Sell ebenfalls an den Start, unterlag aber ebenfalls in seiner Auftaktbegegnung. Dies blieb sein einziges Grand-Slam-Turnier als Junior. Seine beste Platzierung war ein kombinierter 79. Rang.
Seit 2009 spielt Mena Turniere auf der ITF Future Tour, seinen ersten Titel gewann er zwei Jahre später im Einzel. Diesem ließ er noch 7 weitere Einzel- sowie 13 Doppeltitel folgen. Ab 2010 hatte er vereinzelte Auftritte im Doppel auf der höherdotierten ATP Challenger Tour, bei denen er zunächst nicht über das Viertelfinale hinauskam. So hielt er sich in der Weltrangliste in diesem Zeitraum konstant in den Top 600. Durch die Erfolge auf der Future Tour verbesserte er sich in der Weltrangliste weiter, sodass er häufiger auf der Challenger Tour antreten konnte. In Buenos Aires stand er 2016 das erste Mal mit Camilo Ugo Carabelli in einem Doppelhalbfinale, verlor aber gegen die Paarung Sergio Galdós und Fernando Romboli. Ein Jahr später gelang ihm im Einzel ebenfalls der erste Halbfinaleinzug. In Quito schied er dort gegen Gerald Melzer aus.
2019 sollte für Mena das bislang erfolgreichste Jahr werden. Im Einzel erreichte er in San Luis Potosí und Augsburg das Halbfinale, bevor er im September seinen ersten Titelgewinn feiern konnte. In Como schaffte er seinen ersten Finaleinzug, wo er den Slowaken Andrej Martin in drei Sätzen besiegte. Kurz darauf stand er zum ersten Mal in den Top 200 und erreichte mit dem 195. Rang ein neues Karrierehoch. Im Doppel verlor er im September in Banja Luka sein erstes Finalspiel gegen die französische Paarung Sadio Doumbia und Fabien Reboul. Seine beste Doppelplatzierung ist ein 210. Rang.

## Erfolge
| Legende (Anzahl der Siege)  |
| Grand Slam                  |
| ATP World Tour Finals       |
| ATP World Tour Masters 1000 |
| ATP World Tour 500          |
| ATP World Tour 250          |
| ATP Challenger Tour (8)     |

### Einzel

#### Turniersiege
| Nr. | Datum              | Turnier | Belag | Finalgegner   | Ergebnis      |
| --- | ------------------ | ------- | ----- | ------------- | ------------- |
| 1.  | 1. September 2019  | Como    | Sand  | Andrej Martin | 2:6, 6:4, 6:1 |
| 2.  | 19. September 2021 | Quito   | Sand  | Gonzalo Lama  | 6:4, 6:4      |
| 3.  | 2. Juli 2022       | Cali    | Sand  | Miljan Zekić  | 6:2, 7:63     |
| 4.  | 11. August 2024    | Bogotá  | Sand  | Mateus Alves  | 6:4, 7:5      |

### Doppel

#### Turniersiege
| Nr. | Datum           | Turnier             | Belag | Partner             | Finalgegner                           | Ergebnis          |
| --- | --------------- | ------------------- | ----- | ------------------- | ------------------------------------- | ----------------- |
| 1.  | 24. Juli 2021   | Tampere             | Sand  | Pedro Cachín        | Orlando Luz Felipe Meligeni Alves     | 7:5, 6:3          |
| 2.  | 13. August 2022 | Lima                | Sand  | Ignacio Carou       | Orlando Luz Camilo Ugo Carabelli      | 6:2, 6:2          |
| 3.  | 5. Oktober 2024 | Buenos Aires        | Sand  | Murkel Dellien      | Felipe Meligeni Alves Marcelo Zormann | 1:6, 6:2, [12:10] |
| 4.  | 10. Mai 2025    | Francavilla al Mare | Sand  | Luis David Martínez | Théo Arribagé Grégoire Jacq           | 7:5, 2:6, [10:8]  |